# Élection présidentielle française de 2012
L'élection présidentielle française de 2012, dixième élection présidentielle de la Cinquième République et neuvième au suffrage universel direct, est un scrutin visant à élire le président de la République française pour un mandat de cinq ans. Elle se tient les 22 avril et 6 mai 2012 ; dans certains territoires d'outre-mer, en raison du décalage horaire, elle se déroule les 21 avril et 5 mai 2012.
Le premier tour voit s'affronter dix candidats. François Hollande, candidat du Parti socialiste et du PRG, et Nicolas Sarkozy, président sortant et candidat de l'UMP, se qualifient pour le second tour, avec respectivement 28,6 % et 27,2 % des suffrages exprimés. Parmi les candidats éliminés, Marine Le Pen (17,9 %), Jean-Luc Mélenchon (11,1 %) et François Bayrou (9,1 %) obtiennent des scores significatifs.
À l'issue du second tour, deux semaines plus tard, François Hollande est élu président de la République avec 18 millions de voix et 51,6 % des suffrages exprimés, contre 16,9 millions et 48,4 % à son adversaire. Il s’agit de la deuxième élection la plus serrée de la Cinquième République, derrière celle de 1974 et de la deuxième élection présidentielle de l'histoire de France où le président sortant candidat à sa réélection est battu, après celle de 1981.
Plusieurs évènements inédits dans l'histoire des élections présidentielles de la Ve République se réalisent alors :
- le président sortant ne parvient pas à se hisser en tête du premier tour (excepté le cas particulier d'Alain Poher, président de la République par intérim après le départ de De Gaulle, devancé en juin 1969 par Georges Pompidou) ;
- un candidat accède à la magistrature suprême sans avoir exercé de responsabilités ministérielles ;
- un des grands partis de gouvernement organise une primaire, ouverte aux sympathisants et non pas seulement aux militants, pour désigner son candidat (François Hollande ayant été désigné, au second tour de cette « primaire citoyenne », par plus d'un million et demi de votants).

L'investiture du nouveau président de la République a lieu le 15 mai 2012. Le mois suivant, les élections législatives donnent une majorité au PS.

## Contexte

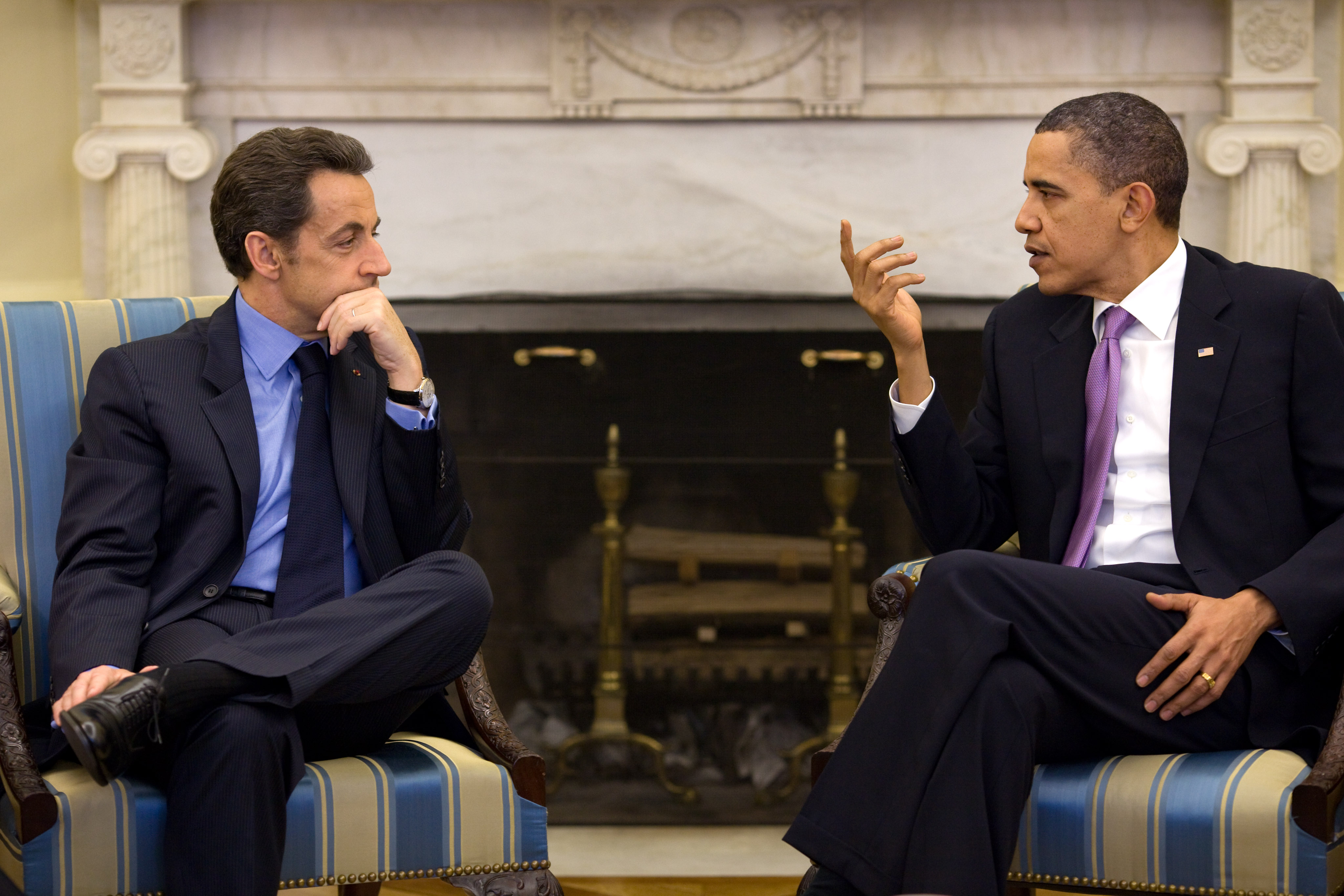
Nicolas Sarkozy et le président des États-Unis, Barack Obama, dans le bureau ovale, le 30 mars 2010.

L'élection présidentielle intervient après dix-sept années de présidence de droite et dix années de majorité UMP.
Le président sortant, Nicolas Sarkozy, exerce ses fonctions depuis 2007. Les élections intermédiaires ont été difficiles pour la droite. Pendant son mandat, le président de la République a dû faire face aux conséquences de la « Grande Récession » et de la crise de la dette dans la zone euro. Il est critiqué par l'opposition pour son style de présidence et sa gestion de la crise sur le plan intérieur, bien que sa politique internationale fasse plus consensus mais aussi pour des soupçons de financements illégaux de sa campagne en 2007 par Liliane Bettencourt ou la Libye. Alors que sa cote de popularité, tombée à un niveau très bas, remonte à partir de la fin de l'année 2011 et qu'aucune autre candidature ne se dégage à droite, sa volonté de briguer un second mandat ne fait guère de doute.
Le Parti socialiste, après avoir traversé une phase difficile au moment du congrès de Reims, a profité de l'impopularité du président Sarkozy. La candidature du directeur général du Fonds monétaire international (FMI), Dominique Strauss-Kahn, appuyée par sa stature internationale et des sondages très favorables, paraissait acquise. Mais après les accusations d'agression sexuelle portées contre lui, c'est finalement François Hollande qui est désigné candidat face à la première secrétaire du PS, Martine Aubry, à l'issue d'une primaire « ouverte ». François Hollande fait dès lors figure de grand favori de l'élection, les sondages de second tour le créditant de plus de 60 % des voix face à Nicolas Sarkozy.
À l'extrême droite, Marine Le Pen semble en position de force en raison des scores réalisés par le Front national aux élections régionales et cantonales, et des intentions de vote en sa faveur, qui atteignent un niveau inédit pour une candidature d'extrême droite. La gauche radicale apparaît quant à elle divisée, puisque plusieurs candidats s'en revendiquant sont en lice ; seul Jean-Luc Mélenchon semble se détacher. Du côté du MoDem, François Bayrou, qui se présente à nouveau après son bon score de 2007, semble promis à un score inférieur à celui réalisé cinq ans plus tôt. Les autres candidats sont qualifiés de « petits candidats », bien que pendant un temps, Eva Joly, désignée candidate écologiste face au médiatique Nicolas Hulot, a pu espérer réaliser un score significatif.

## Modalités

Logo de l'élection présidentielle française de 2012.

Le président de la République française est élu pour un mandat de cinq ans au scrutin uninominal majoritaire à deux tours,. Conformément à la loi constitutionnelle du 23 juillet 2008 qui limite l'exercice de la présidence à deux mandats consécutifs, Nicolas Sarkozy, président de la République française depuis 2007, est éligible pour concourir à un second quinquennat. Les candidats qui veulent se présenter à cette élection doivent satisfaire aux conditions de l'élection présidentielle française.
Le Conseil constitutionnel est, selon l'article 58 de la Constitution, garant de la régularité de l'élection, de l'examen des réclamations et de la proclamation des résultats.
Un cas d'empêchement d'un candidat ou du président, ou bien de vacance du pouvoir, peut selon la Constitution conduire à retarder ou bien avancer l'échéance électorale.

## Candidats

### Dépôt des signatures
Les candidats déclarés à l'élection présidentielle ont jusqu'au 16 mars 2012 pour déposer leurs cinq cents parrainages d'élus auprès du Conseil constitutionnel. En effet, selon la loi du 6 novembre 1962, « les présentations doivent parvenir au Conseil constitutionnel au plus tard le sixième vendredi précédant le premier tour de scrutin à dix-huit heures. »
Les 42 000 élus habilités à parrainer un candidat reçoivent directement un formulaire de présentation qu'ils peuvent renvoyer au Conseil constitutionnel sans le communiquer au candidat choisi. Généralement, les candidats collectent les formulaires auprès des élus et les envoient eux-mêmes au Conseil constitutionnel.
Le 7 mars 2012, Nathalie Arthaud annonce avoir déposé 521 parrainages d'élus au Conseil constitutionnel. Le lendemain, Jacques Cheminade annonce à son tour le dépôt de 538 parrainages. Le 13 mars, Philippe Poutou revendique « entre 520 et 530 formulaires officiels » (il en déposera finalement 572 au Conseil le 16) et Marine Le Pen affirme, lors d'un meeting à Hénin-Beaumont, qu'elle a réussi à rassembler un nombre suffisant de parrainages pour se porter candidate. Le 14 mars, Nicolas Dupont-Aignan revendique le dépôt de 708 parrainages au Conseil constitutionnel. Le 15 mars, Eva Joly déclare avoir déposé 639 parrainages et Jean-Luc Mélenchon annonce avoir recueilli près de 1 100 parrainages, qu'il a déposés au Conseil constitutionnel.
Cette règle des 500 parrainages est régulièrement critiquée par les candidats ayant du mal à les obtenir. Cette fois-ci, Marine Le Pen a longtemps affirmé ne pas savoir si elle serait en mesure de se présenter, tandis que l'écologiste Corinne Lepage, entre autres, n'a pas pu concourir, faute d'un nombre de signatures suffisant.

### Candidatures validées
Le 19 mars, le Conseil constitutionnel présente la liste des dix candidats ayant obtenu les 500 signatures requises. Cette liste est publiée au Journal officiel du lendemain, dans un ordre tiré au sort et devant être respecté tout au long de la campagne officielle. Le 31 mars suivant, le Journal officiel publie pour chaque candidat une liste de noms de 500 parrains tirés au sort.

### Candidatures retirées ou n'ayant pas abouti
De nombreuses autres candidatures ont été pressenties, qu'elles aient été officiellement déclarées ou simplement évoquées. Certaines de ces candidatures potentielles ont d'ailleurs été prises en considération par certains sondages, mais toutes ont été retirées ou n'ont pas abouti, notamment parce que ces personnalités n'ont pas réuni les parrainages suffisants ou ont échoué lors de l'investiture de leur parti.
Liste alphabétique des principales candidatures pressenties :
- François Asselineau, président de l'Union populaire républicaine. Il échoue à recueillir les 500 parrainages d'élus nécessaires, déclarant en avoir obtenu 17[20].
- Martine Aubry, candidate de la primaire socialiste, battue au second tour par François Hollande.
- Jean-Michel Baylet, président du Parti radical de gauche, candidat de la primaire socialiste, battu au premier tour.
- Olivier Besancenot, porte-parole du Nouveau Parti anticapitaliste et candidat de la LCR aux élections présidentielles de 2002 et 2007. Pressenti pour représenter le NPA, il annonce en mai 2011 qu'il ne souhaite pas être de nouveau candidat[21].
- Jean-Louis Borloo, président du Parti radical, ancien ministre. Après avoir évoqué une éventuelle candidature, il a annoncé son renoncement le 2 octobre 2011[22].
- Gilles Bourdouleix, maire de Cholet, candidat du Centre national des indépendants et paysans (CNIP)[23].
- Christine Boutin, présidente du Parti chrétien-démocrate, ancienne ministre, candidate en 2002. Candidature annoncée le 21 juin 2011[24] ; retrait de sa candidature le 13 février 2012 avec l'annonce de son soutien à Nicolas Sarkozy[25].
- Jean-Pierre Chevènement, président d'honneur du Mouvement républicain et citoyen, ancien ministre, candidat en 2002. Candidat le 5 novembre 2011[26], retrait le 1er février 2012[27]. Il participe ensuite à la campagne de François Hollande.
- Nicolas Hulot, candidat de la primaire écologiste, battu au second tour par Eva Joly, qu'il ne soutiendra pas.
- Alain Juppé, ancien Premier ministre. En 2008, il annonce qu'il n'est pas désintéressé[28] puis, en 2010, il déclare qu'il serait probablement candidat si Nicolas Sarkozy ne se présentait pas[29].
- Carl Lang, président du Parti de la France et ancien secrétaire général du Front national, candidat de l'Union de la droite nationale (Parti de la France, Mouvement national républicain et Nouvelle droite populaire), déclare n'avoir obtenu que 447 parrainages[30].
- Corinne Lepage, présidente de Cap21, candidate en 2002. Elle déclare n'obtenir que 476 signatures sur les 500 requises et appelle à voter pour François Hollande au 1er tour[31].
- Stéphane Lhomme, candidat de la primaire écologiste, battu au premier tour.
- Patrick Lozès, président du CRAN et du parti Allez la France !, « candidat de la diversité et de l'ascension sociale », n'obtient pas les signatures nécessaires pour se présenter.
- Nicolas Miguet, candidat du Rassemblement des contribuables français, déclare avoir obtenu 495 signatures d'élus et ne peut donc se présenter. Il votera à titre personnel pour Nicolas Sarkozy dès le premier tour[32].
- Arnaud Montebourg, candidat de la primaire socialiste, battu au premier tour.
- Hervé Morin, président du Nouveau Centre, ancien ministre. Candidature annoncée le 9 novembre 2011[33], officialisée le 27 novembre[34] puis retirée le 16 février 2012 avec l'annonce de son soutien à Nicolas Sarkozy[35].
- Frédéric Nihous, président de Chasse, pêche, nature et traditions, candidat en 2007. Candidature officialisée le 16 juin 2011[36], puis retirée le 22 février 2012 avec l'annonce de son partenariat avec Nicolas Sarkozy[37].
- Ségolène Royal, candidate battue par Nicolas Sarkozy au deuxième tour de l'élection présidentielle de 2007, de nouveau candidate de la primaire socialiste, battue au premier tour.
- Gérard Schivardi, candidat en 2007 soutenu par le Parti des travailleurs. Pressenti pour une nouvelle candidature, il annonce le 2 septembre 2011 qu'il ne se représentera pas[38].
- Henri Stoll, candidat de la primaire écologiste, battu au premier tour.
- Dominique Strauss-Kahn, candidat pressenti pour la primaire socialiste et longtemps favori des sondages, empêché par l'affaire du Sofitel de New York. Il a confirmé par la suite qu'il avait eu l'intention de se présenter[39].
- Manuel Valls, candidat de la primaire socialiste, battu au premier tour.
- Dominique de Villepin, ancien Premier ministre, président de République solidaire. Il renonce le dernier jour du dépôt des candidatures, affirmant avoir un nombre de parrainages insuffisant.

## Déroulement

### Premier tour

#### Campagne
La campagne officielle débute le 20 mars 2012, au lendemain de l'annonce de la liste des candidats par le Conseil constitutionnel. Lors des trois premières semaines, un principe d'équité doit régir le traitement des informations et les candidats ont un temps de parole identique dans les médias télévisés et radio. Au cours des deux dernières semaines, les candidats ont un traitement strictement égal (temps de parole et heures de diffusion identiques) dans l'ensemble des médias télévisés et radio, et des spots de campagne sont diffusés. Cette règle n'est pas sans effet : Dominique Souchier doit mettre fin à ses deux émissions sur Europe 1, Le Grand Jury et réalise donc des émissions à thème, sans invité, tandis que les chaînes d'information en continu compensent en plein milieu de la nuit, le temps d'antenne dû aux petits candidats. Les chaînes de télévision en France métropolitaine doivent brouiller leur signal pour ne pas diffuser des messages « ayant un caractère de propagande électorale », car les ultramarins votent un jour avant les électeurs de la métropole. Le CSA reçoit ainsi un nombre non négligeable de pressions pour déroger à cette règle, mais c'est, in fine, le Conseil constitutionnel qui veille à son respect.
Le début de la campagne officielle est perturbée par les tueries de mars 2012 à Toulouse et Montauban et déclarée « suspendue » par certains candidats,. Selon Jean-Luc Mélenchon, la poursuite de la campagne est au contraire « un acte de résistance morale, intellectuelle et affective ». D'autres candidats mettent en garde contre une possible récupération politique des événements, comme Philippe Poutou, qui redoute un possible « calcul politique derrière pour faire diversion par rapport à la crise ».
La campagne est aussi marquée par la montée des intentions de vote en faveur du candidat du Front de gauche, Jean-Luc Mélenchon, qui passe d'environ 6 % début janvier à 17 % à moins de deux semaines du premier tour. La popularité croissante de Jean-Luc Mélenchon se manifeste aussi par le succès populaire de ses meetings en plein air (120 000 personnes revendiquées le 18 mars à Paris, place de la Bastille, puis 70 000 le 5 avril à Toulouse, place du Capitole et à nouveau 120 000 le 14 avril à Marseille sur les plages du Prado). D'après Europe 1, qui publie une analyse hebdomadaire sur le sujet, Jean-Luc Mélenchon est aussi le candidat le plus populaire sur les réseaux sociaux sur Internet grâce à une stratégie de bruit et de fureur qui consiste à prendre frontalement les médias selon sa conseillère en communication Sophia Chikirou.
Le 15 avril, Nicolas Sarkozy et François Hollande donnent meeting à Paris, respectivement place de la Concorde et devant le château de Vincennes, revendiquant chacun au moins 100 000 participants.
Pendant la campagne, Marine Le Pen assigne Eva Joly en justice. Cette dernière l'avait accusée d'être « l'héritière de son père milliardaire par un détournement de succession ». Déclarées « irrecevables » en première instance, les poursuites engagées par la candidate du Front national sont finalement jugées en appel, où Eva Joly est relaxée au « bénéfice de la bonne foi ».

#### Débats télévisés
Pour la première fois dans l'histoire, la totalité des candidats participe avant le premier tour à une émission, d'égal à égal. Si le projet d'une émission à dix a échoué du fait du refus des deux favoris, France 2 diffuse finalement deux « débats à cinq », qui prennent en réalité la forme de succession d'interviews sans que les candidats ne se croisent sur le plateau, dans l'émission Des paroles et des actes, présentée par David Pujadas. Le 11 avril, se succèdent Nicolas Dupont-Aignan, François Hollande, Eva Joly, Marine Le Pen et Philippe Poutou, puis le lendemain, Nathalie Arthaud, François Bayrou, Jacques Cheminade, Jean-Luc Mélenchon et Nicolas Sarkozy. Au niveau des audiences, Jean-Luc Mélenchon est le candidat le plus suivi, avec 4,7 millions de téléspectateurs à l'heure de son passage sur le plateau de France 2, suivi par Nicolas Sarkozy (4,3 millions de téléspectateurs).
Le 16 avril, un « débat à dix » est organisé dans l'émission Mots croisés présentée par Yves Calvi, mais seulement cinq candidats sont présents : Nicolas Dupont-Aignan, Eva Joly, Nathalie Arthaud, Jacques Cheminade et Philippe Poutou.
Les cinq autres candidats sont représentés par Nathalie Kosciusko-Morizet (porte-parole de Nicolas Sarkozy), Jean-Marc Ayrault (conseiller spécial de François Hollande), François Delapierre (directeur de campagne de Jean-Luc Mélenchon), Florian Philippot (directeur stratégique et porte-parole de Marine Le Pen) et Marielle de Sarnez (directrice de campagne de François Bayrou).

#### Tenue du scrutin

Candidat en tête par commune en Métropole :
François Hollande
Nicolas Sarkozy
Marine Le Pen
Jean-Luc Mélenchon
François Bayrou
Eva Joly
Nicolas Dupont-Aignan
égalité

Le scrutin se déroule le dimanche 22 avril 2012, les horaires d'ouverture des bureaux de vote variant selon les villes : la règle commune est de 8 heures à 18 heures, mais l'heure de clôture est étendue à 19 ou 20 heures, heure de Paris, dans les grandes villes.
Afin d'éviter que des électeurs d'outre-mer ne soient influencés par les estimations diffusées à partir de 20 h en métropole, certains territoires votent la veille, le samedi 21 avril 2012, de 8 h à 18 h : cela concerne les départements français d'Amérique (Guadeloupe, Martinique, Guyane, Saint-Martin et Saint-Barthélemy), la Polynésie française, Saint-Pierre-et-Miquelon ainsi que les postes consulaires situés sur le continent américain, y compris Hawaï. Le dimanche est le jour régulier pour la France métropolitaine, La Réunion, Mayotte, la Nouvelle-Calédonie, les îles Wallis-et-Futuna et dans les ambassades et consulats à l'étranger. Le Royaume-Uni et le Portugal, par contre, votent le même jour que la France alors que ces deux pays sont en retard d'une heure par rapport à la France, les bureaux fermant à 18 h locales.
Par rapport à la précédente élection présidentielle, on note une baisse sensible de l'utilisation des machines à voter (82 communes en 2007 pour 1,5 million d'électeurs, 64 communes en 2012 pour 1 million d'électeurs),. Par exemple, la ville de Lorient n'y recourt plus afin d'éviter les éventuels soupçons, ou réticences, et permettre une meilleure visibilité des différentes candidatures. Aucune nouvelle autorisation n'a été donnée depuis 2007, d'autant plus que, d'après le ministère de l'Intérieur, « un scrutin avec une forte participation comme la présidentielle n'est pas forcément le meilleur moment » pour instaurer ce système de vote, qui permet d'éliminer les scrutateurs. Les machines proviennent des États-Unis. Le personnel employé en mairie travaille en suivant les instructions des éditions Berger-Levrault, qui ont adapté les machines. Elles sont inspectées par Bureau Veritas. Les Français établis hors de France ne peuvent voter par Internet ; pour ce faire, ils devront attendre les législatives du mois d'après.
Les médias français n'ont pas le droit de diffuser d'estimations des résultats avant la fermeture de tous les bureaux de vote, c'est-à-dire à 20 h, ce qui n'est pas le cas des médias étrangers, en particulier les francophones de Belgique et de Suisse, qui ne sont pas soumis, par leur législation, aux mêmes règles que les médias français.

### Second tour

#### Campagne
Traditionnellement (depuis 1974 et à l'exception notable de l'élection de 2002), un débat télévisé entre les deux finalistes a lieu quelques jours avant ce second tour. Celui-ci s'est tenu le 2 mai 2012 sur TF1, France 2, Public Sénat, LCP, TV5 Monde, les chaînes d'information en continu BFM TV, i>Télé et LCI mais également sur les stations de radio Europe 1, RTL, France Inter et France Info ; il était coprésenté par David Pujadas et Laurence Ferrari. Selon l'institut Médiamétrie, 17,79 millions de téléspectateurs ont suivi ce débat télévisé, score sensiblement inférieur aux 20,4 millions de téléspectateurs qui avaient suivi le débat de l'entre-deux-tours de l'élection présidentielle française de 2007. Durant cet entre-deux-tours, les deux candidats qualifiés poursuivent également leur débat avec des journalistes, se succédant dans les émissions sans pour autant s'affronter directement, par exemple dans la matinale de RTL le 27 avril 2012.
Durant l'entre-deux-tours, Eva Joly, Jean-Luc Mélenchon, Philippe Poutou et Jacques Cheminade appellent soit à voter pour François Hollande soit à battre Nicolas Sarkozy. Marine Le Pen, Nicolas Dupont-Aignan et Nathalie Arthaud ne donnent aucune consigne de vote, la candidate du FN déclarant toutefois son intention personnelle de voter blanc. Le 3 mai 2012, François Bayrou, dernier candidat battu à se prononcer, déclare qu'il votera François Hollande à titre personnel sans toutefois donner de consignes de vote à ses électeurs du premier tour.

#### Attitude des médias
Les médias font l'objet de nombreuses critiques pendant et après la campagne présidentielle.
L'UMP dénonce leur partialité et les tient pour partie responsable de l'échec de son candidat, alors que le scrutin était plus serré que prévu. Ses dirigeants critiquent en particulier la virulence des attaques envers Nicolas Sarkozy et la différence de traitement médiatique avec François Hollande, notamment après les « Unes » de Libération et celle de L'Humanité comparant Sarkozy au maréchal Pétain,. À ce sujet, Nicolas Sarkozy déclare : « Quand je pense qu'on a dit que c'est moi qui maîtrisais les médias ! Qu'est-ce que ce serait si je ne les maitrisais pas ? », tandis qu'Alain Juppé déclare n'avoir jamais vu « un tel engagement partisan de la classe médiatique contre un candidat honni, en faveur d'un futur président unanimement considéré comme déjà sacré ». Des militants UMP prennent à partie des journalistes,,.
De son côté, le candidat socialiste, François Hollande, évoque son « grand respect pour l'institution » médiatique et déclare refuser de juger la presse quand on l'interroge sur la Une de L'Humanité, bien qu'il ait refusé de donner une interview au Figaro, jugé pro-Sarkozy.
Le site de critique des médias Acrimed dénonce régulièrement le mépris des médias et de leurs éditorialistes et intervieweurs vis-à-vis des candidats les plus bas dans les sondages, tels Jacques Cheminade, Nathalie Arthaud, Philippe Poutou, Nicolas Dupont-Aignan, Eva Joly ou encore Jean-Luc Mélenchon. Sont notamment critiqués : BFM TV, Le Grand Journal de Canal+, I-Télé, RTL, Slate.fr, le Huffington Post, Le Figaro, Le Monde, L'Express, Marianne, Le Nouvel Observateur, Le Journal du dimanche, Christophe Barbier, Alain Duhamel, Jacques Julliard, Franz-Olivier Giesbert, Jean-Michel Aphatie et Alain Marschall.
Le site web d'Acrimed dénonce aussi la remise en cause de l'égalité du temps de parole entre les candidats, l'affaiblissement de la pluralité et le déni de service public de certains médias, tels que France Inter, France Bleu, BFM TV, Europe 1, France Info, France Culture, RTL, RMC et BFM Business,.
Le documentaire DSK, Hollande, Etc. réalisé par Pierre Carles, Julien Brygo, Nina Faure et Aurore Van Opstal, retrace la manière dont la presse a successivement soutenu les candidatures de Dominique Strauss-Kahn et François Hollande ; et méprisé les candidats les moins bien placés dans les sondages. Le film montre notamment la réaction de certains journalistes influents tels Nicolas Demorand, Laurent Joffrin, Maurice Szafran ou encore Jean-Michel Aphatie, face à leurs contradictions. Il a notamment donné lieu à une polémique avec Jean-Michel Aphatie qui s'est estimé piégé par Julien Brygo, lequel s'est fait passer pour un journaliste belge de la RTBF pour obtenir un entretien avec lui. Une version du film est mise en ligne sur le site personnel de Pierre Carles le 19 avril 2012, à trois jours du premier tour de l'élection,. La version finale est envoyée par DVD durant le mois de décembre 2012 et est mise en ligne gratuitement sur les réseaux pair-à-pair.
Après la victoire du candidat socialiste, un sondage TNS Sofres indique que 40 % des Français considèrent que les médias ont favorisé François Hollande dans leur traitement de la campagne, contre 10 % pour Nicolas Sarkozy.
Selon une « consultation » réalisée par Harris Interactive et parue dans la revue Médias, 74 % des journalistes auraient voté en faveur du candidat du PS au second tour de l'élection présidentielle. Ce sondage est vivement critiqué par le site web d'Acrimed, qui lui reproche de multiples biais méthodologiques, notamment d'avoir été réalisé sur un échantillon de seulement 105 journalistes (sur les 37 000 détenteurs d'une carte de presse en 2012), et de s'être limité aux journalistes présents sur le réseau social Twitter ; il lui est aussi reproché de masquer ces faiblesses méthodologique sous le terme « consultation » et d'en tirer les mêmes enseignements que s'il s'agissait d'un sondage.

#### Modalités et résultats

Candidat arrivé en tête au second tour en Métropole par commune :
François Hollande
Nicolas Sarkozy
Égalité

Un candidat à l'élection (au premier tour ou au deuxième tour) ne peut être élu qu'à la majorité absolue. Au premier tour, aucun des candidats n'a obtenu plus de 50 % des suffrages exprimés, ce sont donc les deux candidats en tête de ce premier tour, François Hollande (PS) et Nicolas Sarkozy (UMP), qui sont retenus pour participer au second tour, deux semaines après le premier, c'est-à-dire le dimanche 6 mai 2012 (le samedi 5 mai 2012 dans les cas précisés à la section Période de scrutin). Il est remporté par François Hollande qui est élu président de la République.
La participation est de 80,35 %. François Hollande est élu septième président de la Ve République avec 51,64 % des suffrages exprimés.
Le nombre de bulletins blancs ou nuls, supérieur à deux millions, est le plus élevé jamais observé au second tour d'une élection présidentielle en France, mais le troisième seulement en pourcentage des votants (5,82 % alors qu'on en avait enregistré 5,97 % à l'élection présidentielle de 1995 et 6,42 % à celle de 1969). Comme Jacques Chirac en 1995, François Hollande est ainsi élu par moins de 50 % des votants.

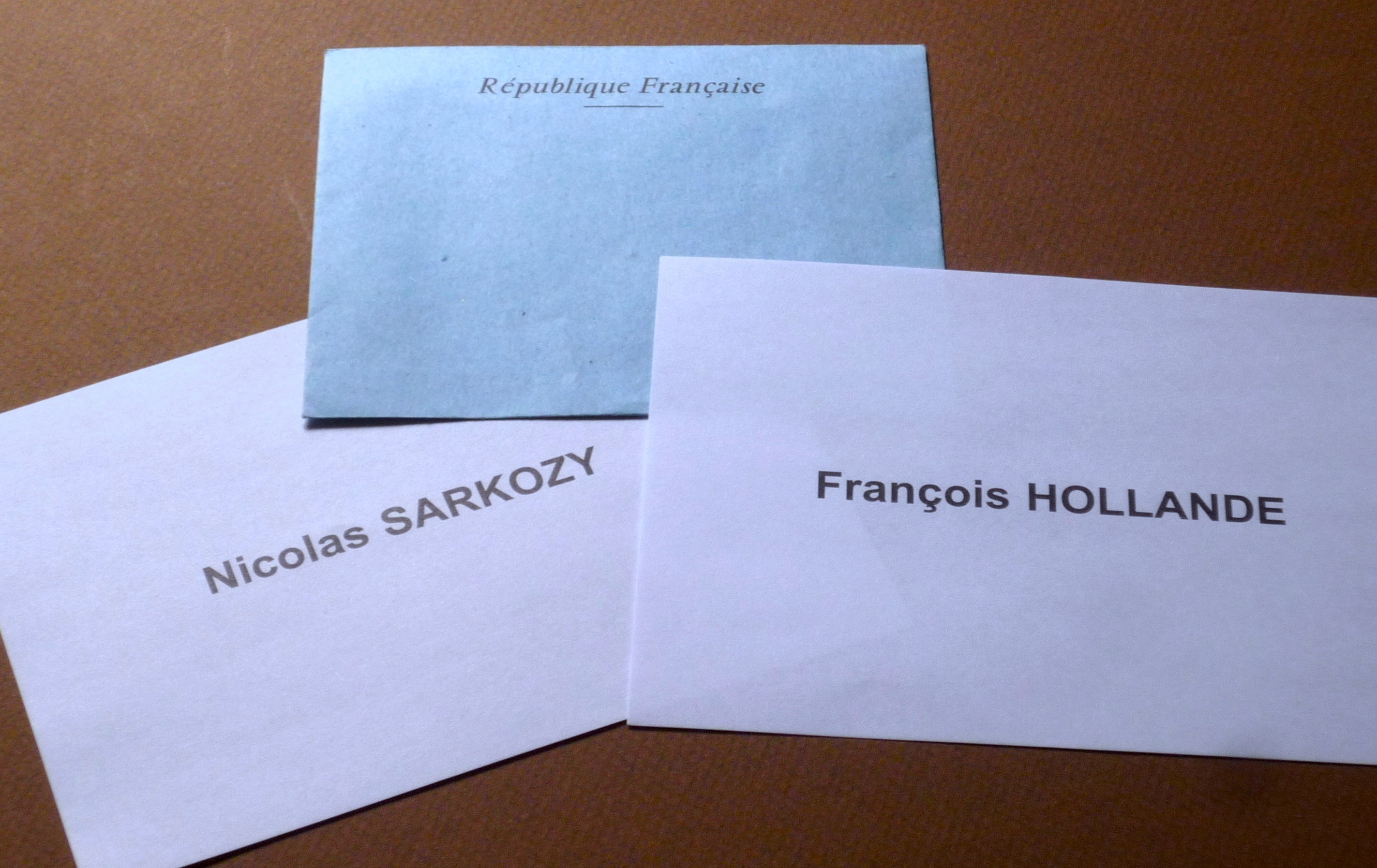
Bulletins de vote du second tour de l'élection présidentielle de 2012.
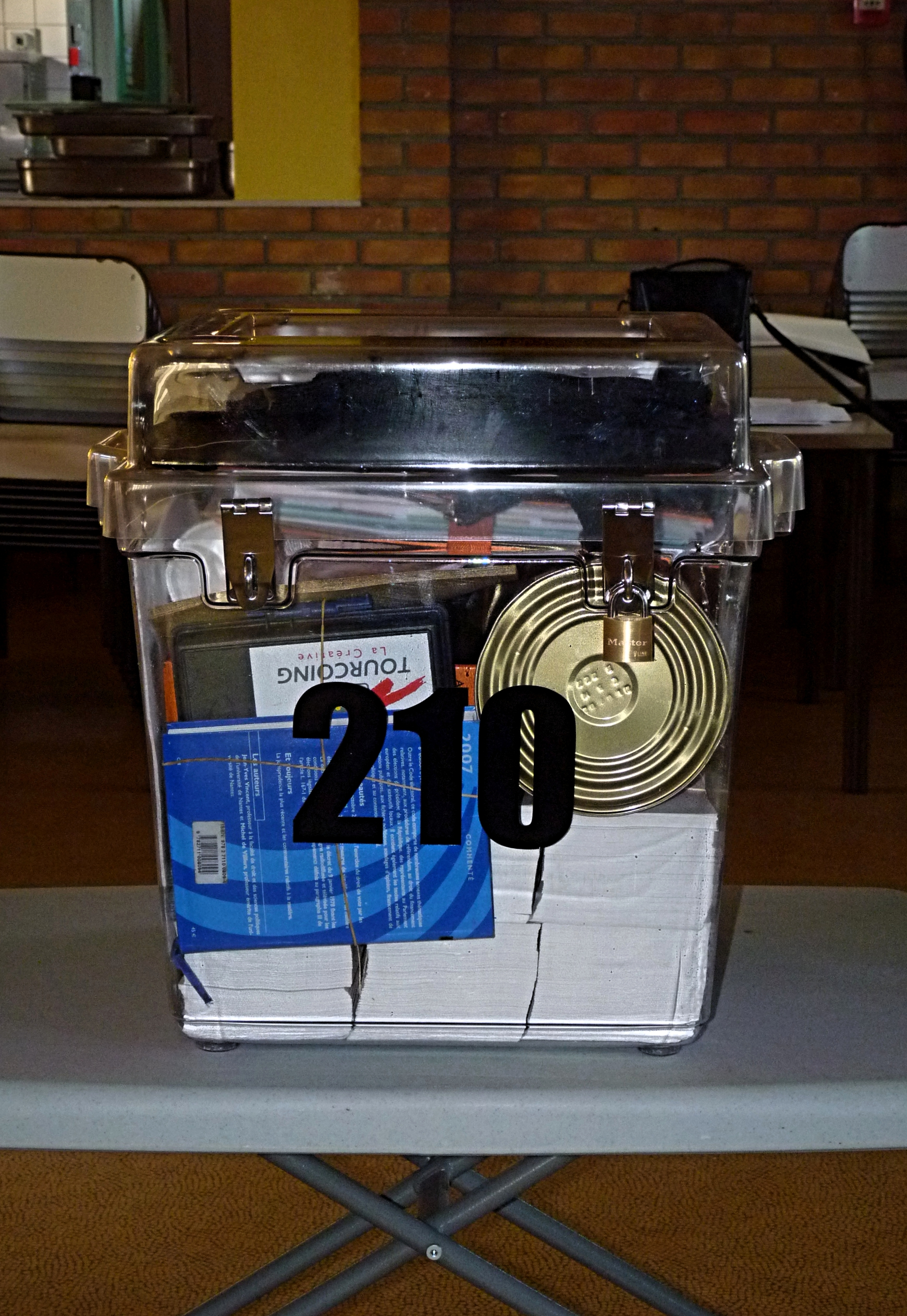
Urne électorale.
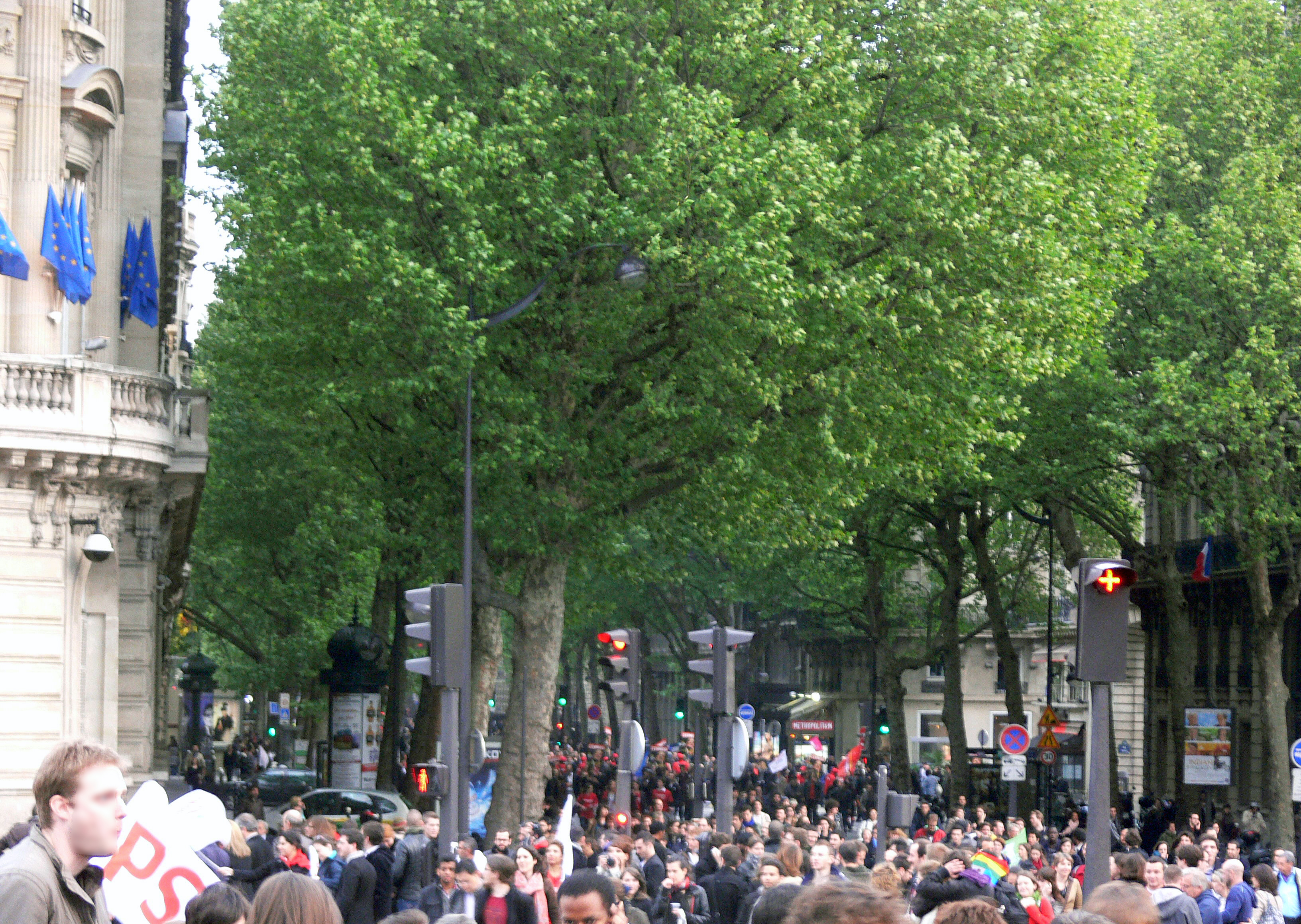
Boulevard Saint-Germain.
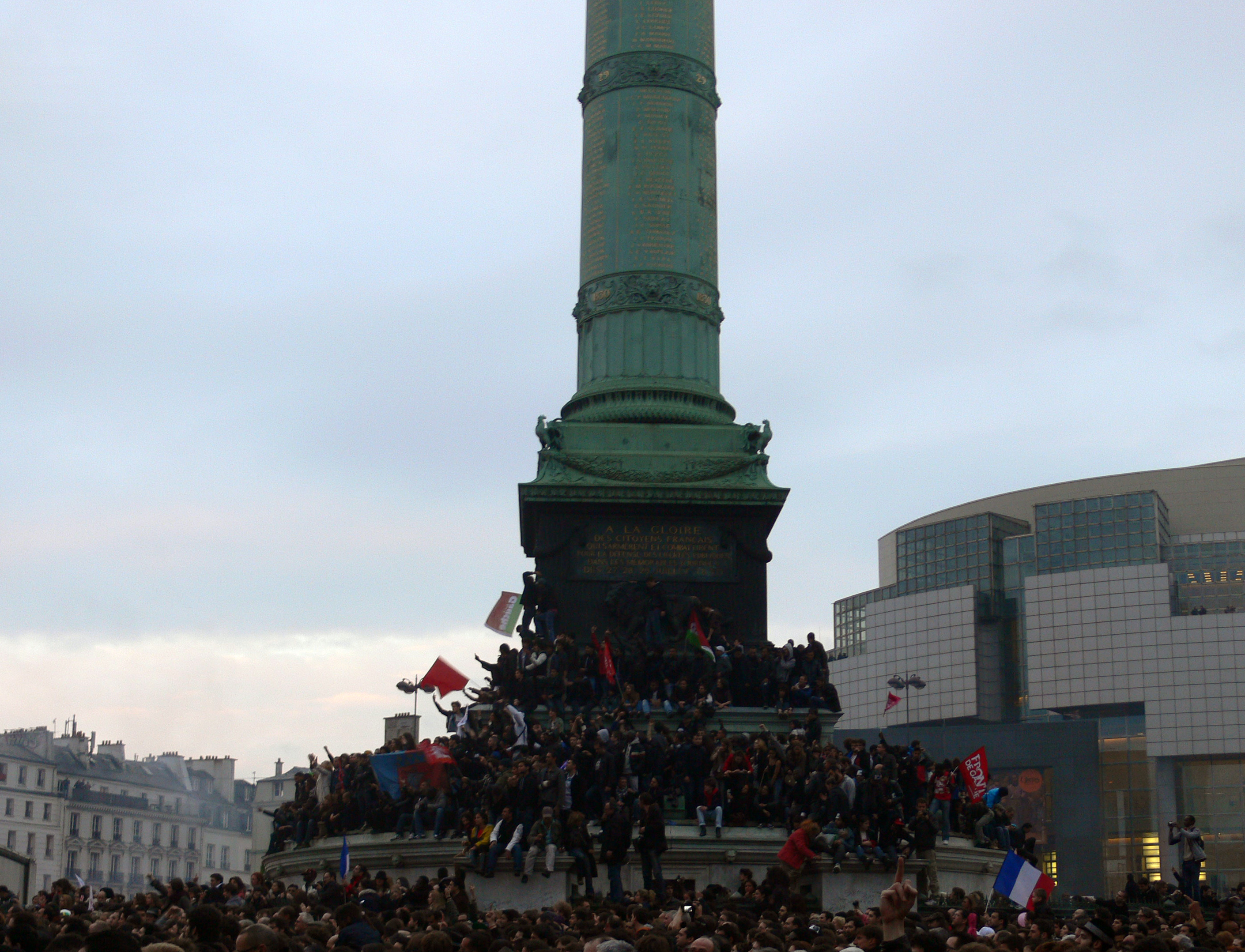
Foule fêtant la victoire place de la Bastille au soir du second tour.
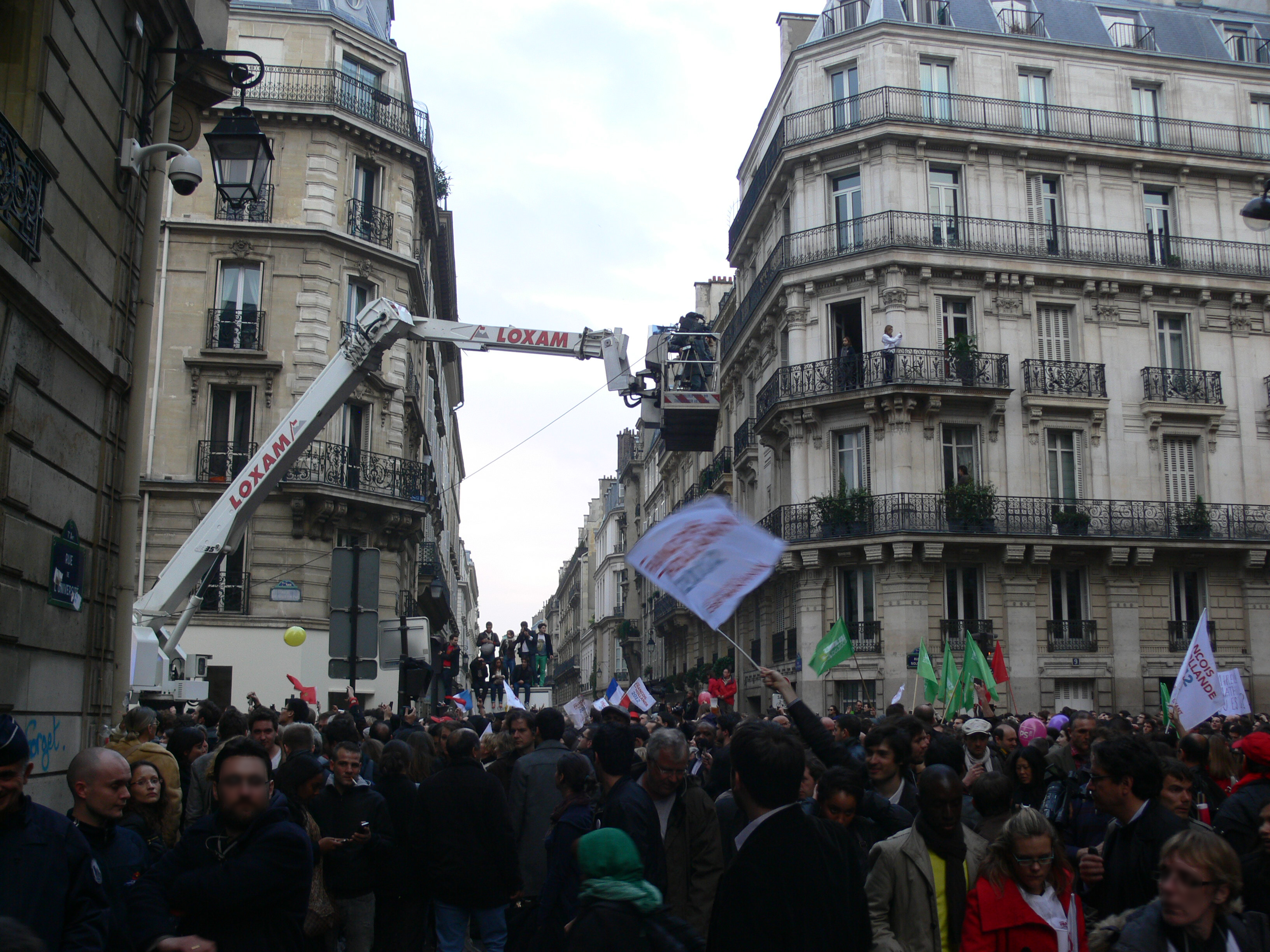
Rue de Solférino.

## Sondages
Parmi les sondages publiés et contrôlés par la Commission des sondages, leur nombre a connu une augmentation de 35 % par rapport à l'élection présidentielle de 2007.

### Avant le premier tour
Cette élection est marquée par la suprématie des candidats socialistes dans les sondages. Avant que n'éclate l'affaire du Sofitel de New York, le directeur général du Fonds monétaire international, Dominique Strauss-Kahn, apparaît comme le mieux placé face à Nicolas Sarkozy. Un sondage LH2 réalisé au début du mois de mai 2011 va même jusqu'à le créditer d'une avance de 30 points sur le président sortant, avec 65 % d'intentions de vote au second tour. L'avance de François Hollande et Martine Aubry, autres candidats potentiels, est moindre, mais reste très importante. De l'avis général, il semble alors difficile pour Nicolas Sarkozy de refaire son retard en seulement quelques mois de campagne. L'hypothèse d'un « 21 avril à l'envers » est même évoquée au début de l'année 2011, quand plusieurs sondages placent la candidate du Front national, Marine Le Pen, devant le président sortant.
À l'issue d'une primaire « ouverte », François Hollande, fraîchement désigné candidat du PS, conforte son avance : un sondage BVA, réalisé courant octobre 2011, le crédite ainsi de 16 points d'avance sur Nicolas Sarkozy au premier tour et de 28 au second. Mais par la suite, l'avance du candidat socialiste s'effrite, en particulier avec l'annonce de candidature du président sortant et le début de la campagne officielle. Son avance reste néanmoins confortable, en particulier au second tour, où il ne descend jamais en dessous de 54 % d'intentions de vote. C'est au premier tour que l'écart se resserre le plus, Nicolas Sarkozy passant un temps en première position.
Néanmoins, les révélations du site Médiapart sur un éventuel financement libyen de la campagne de Nicolas Sarkozy en 2007 qui ont été publiées le 12 mars 2012, pèsent dans le résultat du premier tour qui est dominé par François Hollande.
La baisse d'intentions de vote en faveur du candidat socialiste au premier tour s'explique en partie par la percée de Jean-Luc Mélenchon, qui passe d'environ 6 % début janvier et 8 % en février à 17 % deux semaines avant le premier tour. Pour les commentateurs, il constitue la véritable surprise de la campagne et l'hypothèse qu'il s'impose comme le « troisième homme », devant Marine Le Pen, apparaît crédible.
De son côté, le candidat du MoDem, François Bayrou, baisse régulièrement dans les études d'opinion, tandis que les « petits candidats » ne dépassent guère les 2 %, y compris Eva Joly, qui avait pourtant frôlé la barre des 10 % en 2011.

### Entre-deux tours
Juste avant le premier tour, François Hollande bénéficiait d'une avance de 8 à 14 points dans l'hypothèse d'un duel face à Nicolas Sarkozy. Même si son avance reste importante, les premiers sondages réalisés après le 22 avril indiquent que l'écart se réduit de façon sensible. Cette évolution se poursuit la deuxième semaine de campagne et les tout derniers sondages lui accordent une avance de 5 à 7 points. 
Le 28 avril, en plein entre-deux-tours, Nicolas Sarkozy est de nouveau éclaboussé par une nouvelle révélation de Mediapart qui publie une 2ème preuve supposée du financement libyen de sa campagne en 2007 et qui va peser très lourd face à François Hollande.
Finalement, l'écart sera encore moindre, puis François Hollande l'emportera avec 51,64 % des suffrages, soit seulement 3,28 points de plus que son adversaire.
Pendant cette campagne, les sondages ont été très critiqués, en particulier par des partisans de Nicolas Sarkozy, qui ont accusé les instituts d'avoir favorisé le candidat socialiste en surestimant les intentions de vote en sa faveur, aussi bien au premier tour, où même les estimations basées sur un échantillon de bureaux de vote accordaient une avance trop importante à François Hollande par rapport aux résultats définitifs, qu'au second.

## Résultats

### Au niveau national
Le tableau ci-dessous présente les résultats proclamés par le Conseil constitutionnel, le 25 avril pour le premier tour et le 10 mai pour le second.
| Candidats                | Candidats                | Partis                   | Premier tour | Premier tour | Second tour | Second tour |
| Candidats                | Candidats                | Partis                   | Voix         | %            | Voix        | %           |
| ------------------------ | ------------------------ | ------------------------ | ------------ | ------------ | ----------- | ----------- |
|                          | François Hollande        | PS                       | 10 272 705   | 28,63        | 18 000 668  | 51,64       |
|                          | Nicolas Sarkozy          | UMP                      | 9 753 629    | 27,18        | 16 860 685  | 48,36       |
|                          | Marine Le Pen            | FN                       | 6 421 426    | 17,90        |             |             |
|                          | Jean-Luc Mélenchon       | PG                       | 3 984 822    | 11,10        |             |             |
|                          | François Bayrou          | MoDem                    | 3 275 122    | 9,13         |             |             |
|                          | Eva Joly                 | EELV                     | 828 345      | 2,31         |             |             |
|                          | Nicolas Dupont-Aignan    | DLR                      | 643 907      | 1,79         |             |             |
|                          | Philippe Poutou          | NPA                      | 411 160      | 1,15         |             |             |
|                          | Nathalie Arthaud         | LO                       | 202 548      | 0,56         |             |             |
|                          | Jacques Cheminade        | SP                       | 89 545       | 0,25         |             |             |
|                          |                          |                          |              |              |             |             |
| Suffrages exprimés       | Suffrages exprimés       | Suffrages exprimés       | 35 883 209   | 98,08        | 34 861 353  | 94,18       |
| Votes blancs ou nuls     | Votes blancs ou nuls     | Votes blancs ou nuls     | 701 190      | 1,92         | 2 154 956   | 5,82        |
| Total                    | Total                    | Total                    | 36 584 399   | 100          | 37 016 309  | 100         |
| Abstention               | Abstention               | Abstention               | 9 444 143    | 20,52        | 9 049 998   | 19,65       |
| Inscrits / Participation | Inscrits / Participation | Inscrits / Participation | 46 028 542   | 79,48        | 46 066 307  | 80,35       |

| François Hollande (51,64 %) |  |  | Nicolas Sarkozy (48,36 %) |
| ▲                           |  |  |                           |
| Majorité absolue            |  |  |                           |

#### Variation au premier tour comparé au dernier scrutin
| Parti | Parti                             | Candidat 2007      | %       | Candidat 2012         | %     | +/-  |
| ----- | --------------------------------- | ------------------ | ------- | --------------------- | ----- | ---- |
|       | Parti socialiste                  | Ségolène Royal     | 25,87   | François Hollande     | 28,63 | 2,76 |
|       | Union pour un mouvement populaire | Nicolas Sarkozy    | 31,18   | Nicolas Sarkozy       | 27,18 | 4,00 |
|       | Front national                    | Jean-Marie Le Pen  | 10,44   | Marine Le Pen         | 17,90 | 7,46 |
|       | Parti de gauche                   | Nouveau            | Nouveau | Jean-Luc Mélenchon    | 11,10 | -    |
|       | Mouvement démocrate               | François Bayrou    | 18,57   | François Bayrou       | 9,13  | 9,44 |
|       | Europe Écologie Les Verts         | Dominique Voynet   | 1,57    | Eva Joly              | 2,31  | 0,74 |
|       | Debout la République              | Nouveau            | Nouveau | Nicolas Dupont-Aignan | 1,79  | -    |
|       | Nouveau Parti anticapitaliste     | Olivier Besancenot | 4,08    | Philippe Poutou       | 1,15  | 2,93 |
|       | Lutte ouvrière                    | Arlette Laguiller  | 1,33    | Nathalie Arthaud      | 0,64  | 0,77 |
|       | Solidarité et progrès             | Nouveau            | Nouveau | Jacques Cheminade     | 0,25  | -    |

### Analyse sociologique du vote
Un sondage Ipsos/Logica, réalisé dans les jours qui précédaient le premier tour, indique que les ouvriers avaient majoritairement l'intention de voter pour un candidat de droite ou d'extrême droite (51 %) plutôt que pour un candidat de gauche (40 %) ou du centre (9 %). Dans le détail, et d'après les résultats réels du vote croisé avec les données de l'INSEE, les ouvriers et employés des communes de plus de 50 000 habitants votent plutôt pour Jean-Luc Mélenchon, ceux des communes de taille moindre votent plutôt pour Nathalie Arthaud. Le vote Le Pen n'est fortement corrélé aux CSP ouvriers et employés que dans les petites communes, avec la réserve que les CSP sont mal connues pour les ensembles de moins de 10 000 habitants, le recensement n'étant plus systématique. Le même sondage signale que les jeunes électeurs (18-24 ans) souhaitaient voter en priorité pour François Hollande (29 %), Nicolas Sarkozy (27 %), puis Marine Le Pen (18 %). Les retraités auraient quant à eux voté avant tout pour les deux candidats qualifiés pour le second tour : d'abord Nicolas Sarkozy (38 % selon OpinionWay, 37 % selon l'Ifop) puis François Hollande (31 % selon OpinionWay, 32 % selon l'Ifop).
À l'issue du second tour, un sondage CSA indique que les catégories populaires ont majoritairement voté pour François Hollande (60 %), parmi lesquels 70 % des ouvriers, mais que les électeurs de ces catégories qui avaient opté pour Marine Le Pen au premier tour s'étaient majoritairement reporté sur l'abstention ou le vote blanc (38 %).
Selon une étude réalisée par l'institut de sondages OpinionWay, 93 % des électeurs musulmans (qui représentent environ deux millions de personnes) ont voté pour François Hollande lors du second tour. D'après une autre étude, réalisée par l'institut Harris Interactive, 79 % des catholiques pratiquants ont voté pour Nicolas Sarkozy au second tour.
D'après Ipsos, la sociologie des électorats pour le second tour de l'élection est la suivante :
|                                        | F. Hollande | N. Sarkozy |
| -------------------------------------- | ----------- | ---------- |
| Ensemble                               | 51,6 %      | 48,4 %     |
| Sexe                                   |             |            |
| Homme                                  | 52 %        | 48 %       |
| Femme                                  | 51 %        | 49 %       |
| Âge                                    |             |            |
| 18–24 ans                              | 57 %        | 43 %       |
| 25–34 ans                              | 62 %        | 38 %       |
| 35–44 ans                              | 53 %        | 47 %       |
| 45–59 ans                              | 54 %        | 46 %       |
| 60 ans et plus                         | 41 %        | 59 %       |
| Profession                             |             |            |
| Artisan, commerçant, chef d'entreprise | 30 %        | 70 %       |
| Profession libérale, cadre             | 52 %        | 48 %       |
| Profession intermédiaire               | 60 %        | 40 %       |
| Employé                                | 56 %        | 44 %       |
| Ouvrier                                | 58 %        | 42 %       |
| Retraité                               | 43 %        | 57 %       |
| Religion                               |             |            |
| Catholique                             | 43 %        | 57 %       |
| Autre religion                         | 63 %        | 37 %       |
| Sans religion                          | 68 %        | 32 %       |
| Dernier diplôme obtenu                 |             |            |
| Pas de diplôme                         | 59 %        | 41 %       |
| BEPC/BEP/CAP/CEP                       | 49 %        | 51 %       |
| Baccalauréat                           | 55 %        | 45 %       |
| Bac +2                                 | 50 %        | 50 %       |
| Au moins Bac +3                        | 55 %        | 45 %       |
| Niveau de revenu du foyer              |             |            |
| Moins de 1 200 €                       | 59 %        | 41 %       |
| De 1 200 à 2 000 €                     | 56 %        | 44 %       |
| De 2 000 à 3 000 €                     | 54 %        | 46 %       |
| 3 000 € et plus                        | 44 %        | 56 %       |
| Catégorie d'agglomération              |             |            |
| Rural                                  | 47 %        | 53 %       |
| Moins de 20 000 hab.                   | 51 %        | 49 %       |
| 20 000 à 100 000 hab.                  | 54 %        | 46 %       |
| Plus de 100 000 hab.                   | 57 %        | 43 %       |
| Agglomération de Paris                 | 48 %        | 52 %       |
| Source : Ipsos                         |             |            |

On peut remarquer que les grandes villes ont tendance à voter majoritairement à gauche. Sur les dix communes les plus peuplées de France, neuf ont voté majoritairement pour François Hollande, l'exception étant la commune de Nice. Dans quatre communes (Toulouse, Lille, Montpellier et Nantes), le candidat socialiste obtient au moins dix points de plus que la moyenne nationale.
|                | F. Hollande | F. Hollande | N. Sarkozy | N. Sarkozy |
| Villes         | Nb.         | %           | Nb.        | %          |
| -------------- | ----------- | ----------- | ---------- | ---------- |
| Paris          | 560 459     | 55,60       | 447 499    | 44,40      |
| Marseille      | 185 797     | 50,87       | 179 470    | 49,13      |
| Lyon           | 118 089     | 53,12       | 104 221    | 46,88      |
| Toulouse       | 115 181     | 62,54       | 68 997     | 37,46      |
| Nice           | 63 884      | 39,65       | 97 230     | 60,35      |
| Nantes         | 86 281      | 61,53       | 53 939     | 38,47      |
| Strasbourg     | 57 452      | 54,7        | 47 584     | 45,3       |
| Montpellier    | 66 034      | 62,38       | 39 824     | 37,62      |
| Bordeaux       | 60 100      | 57,18       | 45 007     | 42,82      |
| Lille          | 54 243      | 62,43       | 32 638     | 37,57      |
| France entière | 18 000 668  | 51,64       | 16 860 685 | 48,36      |

## Réactions internationales aux résultats du second tour de l'élection présidentielle
Réactions en Europe
- José Manuel Barroso : le président de la Commission européenne félicite François Hollande pour son élection, puis ajoute qu'il compte « sur lui pour relancer l'économie européenne »[101].
- Elio Di Rupo : le Premier ministre belge est allé assister à la victoire de François Hollande en France le soir des résultats du second tour.
- - Guido Westerwelle : le ministre fédéral des Affaires étrangères libéral allemand qualifie cette élection « d'événement historique », et déclare que les gouvernements français et allemand vont « travailler ensemble à un pacte de croissance »[101],[102].
  - Angela Merkel : La chancelière fédérale conservatrice allemande, qui avait soutenu la candidature de Nicolas Sarkozy, a également téléphoné à François Hollande le soir de l'élection. Selon un communiqué de presse allemand, ils se sont « assurés l'un et l'autre d'aspirer à une étroite coopération dans la confiance »[101]. Angela Merkel a également tendu la main au nouveau président français en l'invitant en Allemagne[102].
- Helle Thorning-Schmidt : la Première ministre sociale-démocrate danoise déclare envisager une coopération « bénéfique et rapprochée » avec François Hollande pour l'emploi et la croissance en Europe[102].
- Mariano Rajoy : Le président du gouvernement conservateur espagnol a salué le dimanche la victoire du socialiste François Hollande, se disant convaincu que Madrid et Paris auront une fructueuse relation au plan bilatéral et européen[102].
- Enda Kenny : le Premier ministre centriste irlandais a « félicité » le dimanche François Hollande pour son élection[102], espérant également qu'avec sa victoire la croissance sera privilégiée à l'austérité[101],[102].
- Mario Monti : le président du Conseil des ministres italien déclare qu'il veut « collaborer étroitement avec la France, en particulier dans le cadre européen » dans un message de félicitations adressé le dimanche soir par téléphone au nouveau président français[102], en souhaitant « une Union toujours plus efficace et orientée vers la croissance »[101].
- Pedro Passos Coelho : le Premier ministre libéral portugais a adressé le dimanche soir « ses vœux de succès » au socialiste François Hollande[102].
- David Cameron : le Premier ministre conservateur britannique a « félicité » François Hollande[102] et se dit « impatient de travailler très étroitement ensemble et de construire une relation très proche, qui existe déjà »[101].
- Réactions en Andorre : en élisant le président de la République française, les citoyens français ont également élu l'un des deux chefs d'État d'Andorre, principauté souveraine voisine. À la suite de l'élection, le chef du gouvernement andorran Antoni Martí adresse ses félicitations à François Hollande, exprimant sa confiance à la fois en la continuité des relations entre l'Andorre et la France (qualifiées d'« excellentes ») et en la conscience qu'aurait François Hollande de l'importance de son rôle en qualité de coprince d'Andorre. Pour sa part, Jaume Bartumeu, du Parti social-démocrate (opposition), voit en la victoire de François Hollande « le début de la résurgence de la social-démocratie en Europe »[103],[104].

Réactions en Amérique du Nord
- Stephen Harper : le Premier ministre conservateur canadien a téléphoné le dimanche à François Hollande pour le féliciter pour sa victoire et convenir d'une rencontre prochaine[102].
- Jean Charest : le Premier ministre libéral du Québec a salué le dimanche l'élection de François Hollande, tout en remerciant le président sortant Nicolas Sarkozy pour son engagement envers la province francophone canadienne[102].
- Barack Obama : dès le soir de l'élection, le président des États-Unis a appelé François Hollande pour le féliciter et l'a invité à la Maison-Blanche avant les sommets du G8 et de l'OTAN[105],[101]. Le porte-parole de la Maison-Blanche, Jay Carney, a ajouté que « le président Obama a déclaré avoir l'intention de travailler étroitement avec monsieur Hollande et son gouvernement sur un ensemble de dossiers difficiles en matière économique et de sécurité »[102].

Réactions en Amérique du Sud
- Dilma Rousseff : la présidente brésilienne a « très chaleureusement » félicité le dimanche François Hollande et salué ses propositions pour lutter contre la crise européenne[102].
- Juan Manuel Santos : Le président colombien a adressé le dimanche ses « sincères félicitations » à François Hollande, espérant que les relations entre les deux pays allaient continuer sur le « bon chemin »[102].
- Hugo Chávez : le président vénézuélien, un des chefs de file de la gauche radicale latino-américaine, a félicité le dimanche François Hollande pour « sa nette victoire », d'après une annonce du ministère vénézuélien des Affaires étrangères[102].

Réactions en Afrique
- Jacob Zuma : le président sud-africain a félicité le dimanche François Hollande, y voyant une occasion de consolider les relations entre les deux pays[102].
- Abdelaziz Bouteflika : le président de la République algérienne adresse ses « chaleureuses félicitations » à François Hollande, en lui souhaitant des « vœux de succès dans l'accomplissement des hautes charges dont [il vient] d'être investi »[101]. Il l'a également assuré de sa disponibilité à œuvrer avec lui en faveur d'une coopération algéro-française[102].
- Ali Bongo : le président gabonais, dont le pays est souvent décrit comme un des symboles de la Françafrique, a félicité le dimanche François Hollande, appelant « au raffermissement de notre partenariat stratégique »[102].
- Mohammed VI : le roi du Maroc a félicité François Hollande, lui souhaitant « plein succès » dans sa « noble mission au service du peuple français ami »[102].
- Mustapha Ben Jaafar : la Tunisie nouvelle a félicité François Hollande et fonde de « grands espoirs » dans le renforcement de ses relations avec la France, a déclaré le dimanche dans un communiqué le président socialiste de l'Assemblée constituante (ANC)[102].

Autres réactions
- Le pape Benoît XVI fait parvenir un message au nouveau président de la République française, quelques heures après son investiture, le 15 mai 2012. Dans celui-ci, il fait le souhait que la France demeure un « facteur de paix et de solidarité active, dans la recherche du bien commun, du respect de la vie ainsi que de la dignité de chaque personne et de tous les peuples ». Le Souverain pontife invoque également de « grand cœur l'abondance des Bénédictions divines » sur la personne du nouveau président de la République française ainsi que sur tous les habitants de la France[106].

## Comptes de campagne
Le plafond de dépenses pour le premier tour était de 16,851 millions d'euros remboursables au maximum à 47,5 %, soit 8,004 millions d'euros. Les candidats qui ont obtenu moins de 5 % des suffrages exprimés reçoivent un remboursement maximal de 4,75 % du plafond, soit 0,8 million d'euros. Au second tour, le plafond était de 22,509 millions d'euros remboursables au maximum à 47,5 %, soit 10,692 millions d'euros.
| Candidat              | Résultat au 1er tour | Dépenses     | Remboursement |
| --------------------- | -------------------- | ------------ | ------------- |
| François Hollande     | 28,63 %              | 21 719 956 € | 10 691 775 €  |
| Nicolas Sarkozy       | 27,18 %              | 22 975 118 € | 0 €           |
| Marine Le Pen         | 17,90 %              | 8 487 743 €  | 8 004 225 €   |
| Jean-Luc Mélenchon    | 11,10 %              | 9 427 731 €  | 8 004 225 €   |
| François Bayrou       | 9,13 %               | 6 818 894 €  | 5 981 729 €   |
| Eva Joly              | 2,31 %               | 1 808 473 €  | 800 423 €     |
| Nicolas Dupont-Aignan | 1,79 %               | 1 104 597 €  | 776 408 €     |
| Philippe Poutou       | 1,15 %               | 803 807 €    | 791 391 €     |
| Nathalie Arthaud      | 0,56 %               | 1 010 391 €  | 779 871 €     |
| Jacques Cheminade     | 0,25 %               | 471 677 €    | 401 899 €     |

Les comptes de campagnes sont publiés en décembre 2012. La Commission nationale des comptes de campagne et des financements politiques valide les comptes sauf celui de Nicolas Sarkozy en prenant en compte des dépenses antérieures à sa déclaration de candidature. Nicolas Sarkozy forme, le mois suivant, un recours devant le Conseil constitutionnel. Ses comptes de campagne sont finalement rejetés en juillet 2013. 
Les dépassements des dépenses de campagne et les graves difficultés financières de l'UMP débouchent en 2014 sur l'affaire Bygmalion, une affaire politico-financière où une agence de communication nommée Bygmalion créée par deux proches de Jean-François Copé est suspectée d'avoir émis de fausses factures d'un montant de plusieurs millions d'euros à la demande de l'UMP. Jean-François Copé lance une « souscription nationale », surnommée « Sarkothon », à l'issue d'un bureau politique extraordinaire,. En deux mois, une somme de onze millions d'euros de dons est ainsi récolté par l'UMP, compensant l'invalidation des comptes de campagne. Du fait des déductions fiscales accordées aux dons aux partis politiques, Nicolas Sarkozy fait peser sur l'ensemble des contribuables 66 % de la pénalité et de l'amende infligée pour l'illégalité du financement de sa campagne, soit environ sept millions d'euros pris en charge par l'état sur les onze millions qui ne devaient pas être remboursés. L'amende de 363 615 euros due par le candidat est également payée par l'UMP. Nicolas Sarkozy la remboursera en décembre 2014, une fois revenu à la tête du parti. Ce règlement ne clôt pas pour autant l'enquête pour « abus de confiance » au préjudice de l'UMP ouverte en juillet 2014. Elle ne clôt pas non plus l'affaire Bygmalion.

## Suites
Depuis le début de la Ve République, le président nomme un Premier ministre membre de la majorité parlementaire issu de son camp politique, ou dans une situation éventuelle de cohabitation lorsque l'opposition est majoritaire à l'Assemblée nationale. La XIVe législature s'ouvrira le 26 juin 2012, mais le président élu conserve le choix d'un Premier ministre issu de son propre parti entre sa prise de fonction et le début de la session parlementaire. François Hollande choisit le socialiste Jean-Marc Ayrault.
Les élections législatives se déroulent un peu plus d'un mois après le second tour de l’élection présidentielle, les 10 et 17 juin 2012. Cette concomitance entre les deux scrutins, introduite à la suite du instauration du quinquennat en 2000, a pour objectif affiché est de réduire le risque de cohabitation, et de confirmer le principe de « légitimité subordonnée » et la tendance de l'élection présidentielle,. Une partie des médias et de la classe politique utilisent l'expression de « troisième tour », par rapport aux deux tours de l'élection présidentielle, pour qualifier ces élections législatives,,,,. À l'issue du scrutin législatif, la majorité présidentielle obtient 331 députés sur 577 sièges à pourvoir.